# Гастингс, Ричард, барон Уэллс
Ричард Гастингс (англ. Richard Hastings; умер в сентябре 1503) — английский аристократ, младший брат Уильяма Гастингса, 1-го барона Гастингса из Эшби де Ла Зуш, фаворита короля Эдуарда IV. Участвовал в Войнах Алой и Белой розы на стороне Йорков. Был женат на наследнице Уэллсов и Уиллоуби де Эрзби, в 1482—1483 годах заседал в парламенте как барон Уэллс.

## Биография
Ричард Гастингс принадлежал к старинному английскому роду. Он был вторым сыном сэра Леонарда Гастингса и Элис Камойс, младшим братом Уильяма Гастингса, 1-го барона Гастингса из Эшби де Ла Зуш. В войнах Алой и Белой розы это семейство встало на сторону Йорков. Незадолго до 1 июня 1470 года Ричард женился на Джоан Уэллс, наследнице двух знатных семей (Уэллсов и Уиллоуби де Эрзби), чьи отец и брат к тому моменту были казнены как сторонники Ланкастеров. Обширные владения казнённых были конфискованы, однако 1 июня 1470 года король Эдуард IV даровал эти земли Джоан и её супругу. Принято считать, что Джоан стала de-jure баронессой Уэллс и баронессой Уиллоуби де Эрзби в своём праве.
4 июля 1471 года Гастингс сражался при Тьюксбери, и король на поле боя посвятил его в рыцари. В последующие годы сэр Ричард выполнял обязанности мирового судьи в графствах Ноттингемшир, Дербишир, Лестершир и Стаффордшир. Его жена умерла до 23 января 1475 года, и вскоре после этого парламент посмертно лишил отца и брата Джоан их баронских титулов. Некоторые историки полагают, что Эдуард IV инициировал эту меру, чтобы лишить прав на наследство дядю и троюродного брата умершей и обосновать таким образом передачу всех земель Уэллсов и Уиллоуби де Эрзби в пожизненное владение Ричарду Гастингсу. С 14 ноября 1482 года по 9 декабря 1483 года сэр Ричард ещё и заседал в парламенте как лорд Уэллс или лорд Гастингс из Уэллса.
После смерти Эдуарда IV Уильям Гастингс был казнён по приказу лорда-протектора Ричарда Глостерского. Тем не менее Ричард Гастингс был в числе 35 пэров, присутствовавших при коронации Глостера (6 июля 1483 года). 22 мая 1484 года новый король пожаловал ему пожизненную ренту в тысячу марок, 4 мая 1485 года — несколько выгодных должностей. В августе 1485 года Ричард III погиб при Босворте. Завоевавший корону Генрих VII Тюдор вскоре провёл через парламент решение о восстановлении в правах членов семьи Уэллсов, что означало переход баронского титула дяде Джоан Уэллс Джону. Гастингс в качестве компенсации оставил за собой в пожизненном пользовании владения покойного тестя (владения его тёщи перешли Кристоферу Уиллоуби).
До конца жизни сэр Ричард именовал себя лордом Уиллоуби. Так, завещание, датированное 18 марта 1502 года, подписано «Ричардом Гастингсом, рыцарем, лордом Уиллоуби». Гастингс умер в сентябре 1503 года и был похоронен в аббатстве Грейфрайерс в Лондоне.

## Семья
Ричард Гастингс был женат дважды. Первой его женой стала до 1 июня 1470 года Джоан Уэллс, дочь Ричарда Уэллса, 7-го барона Уэллса, и его жены Джоан Уиллоуби, баронессы Уиллоуби де Эрзби в своём праве. В этом браке родился сын Энтони, умерший при жизни отца. Овдовев, сэр Ричард женился во второй раз — на Джоан Ромондби, вдове Ричарда Пигота. Этот брак остался бездетным.